# 尤里·亚历山德罗维奇 (罗斯托夫)
尤里·亚历山德罗维奇 Юрий Александрович（?—1320年），出身于留里克王朝的王公。他曾任乌戈利茨王公（1302年~1320年）和罗斯托夫王公（1316年~1320年）。 
尤里·亚历山德罗维奇为乌戈利茨王公亚历山大·康斯坦丁诺维奇之子。他于1302年继承了乌戈利茨领地。1316年，他成为罗斯托夫的王公。
尤里·亚历山德罗维奇是最后一个统治统一的罗斯托夫的王公。在他去世后，瓦西里·康斯坦丁诺维奇王公的儿子们瓜分了罗斯托夫领地，把她变成了罗斯托夫-鲍里索格列布斯基和罗斯托夫-乌斯列滕斯基两个小公国。
| 前任： 瓦西里·康斯坦丁诺维奇 | 罗斯托夫王公 1316~1320 | 繼任： 康斯坦丁·瓦西里耶维奇 (在罗斯托夫-鲍里索格列布斯基) |
| 前任： 瓦西里·康斯坦丁诺维奇 | 罗斯托夫王公 1316~1320 | 繼任： 费奥多尔·瓦西里耶维奇 (在罗斯托夫-乌斯列滕斯基)     |